# Geofidelizzazione
La geofidelizzazione è un processo di fidelizzazione della clientela legato al territorio ed al bacino d'utenza in cui il cliente consumatore si muove, generando atti d'acquisto. 

## Funzionamento
Il processo si basa sulla condivisione dei dati del cliente in un circuito più ampio di quello normalmente generato nel rapporto tra punto vendita e consumatore; comprende l'integrazione di più punti vendita di diversa tipologia nel processo di fidelizzazione - farmacie, distributori di benzina, banche, poste, palestre, cinema, ludoteche ... ma operanti all'interno di uno stesso bacino di utenza - che può fare riferimento ad un singolo programma di fidelizzazione. 
Il vantaggio nell'ottenere informazioni multiple sui comportamenti d'acquisto e sulla frequenza degli acquisti compiuti nei singoli punti vendita dei partner, nel rispetto delle basilari forme di riservatezza dei dati, rappresenta la novità della geofidelizzazione, che diventa un nuovo parametro da utilizzare nella definizione di programmi di relazione continuativa con la clientela.